# Lega musulmana (Pakistan)
La Lega musulmana è stata un partito politico pakistano, successore della Lega Musulmana Panindiana che portò il Movimento per il Pakistan a ottenere l'indipendenza del paese. Cinque dei primi ministri del paese erano membri di questo partito: Liaquat Ali Khan, Khawaja Nazimuddin, Muhammad Ali Bogra, Chaudhry Muhammad Ali e Ibrahim Ismail Chundrigar. La Lega musulmana fu sconfitta nelle elezioni dell'Assemblea Costituente del 1955 da un'alleanza politica nota come Fronte Unito. Tuttavia, i primi ministri Ali e Chundrigar furono entrambi nominati alla guida di governi di minoranza. Il partito fu sciolto nel 1958 dopo la dichiarazione della legge marziale da parte del generale Muhammad Ayub Khan, comandante in capo dell'esercito pakistano.